# إيجوكا
إيجوكا والتي تُرجمت رسميًا باسم «الأغنية الوطنية»،  وهي النشيد الوطني لكوريا الشمالية. أُلفت في عام 1945 كأغنية وطنية للاحتفال بالاستقلال عن الاحتلال الياباني واعتمدت نشيدًا للدولة في عام 1947.

## علم أصول الكلمات
«ايجوكا» هو ترجمة حرفية تكون بالحروف اللاتينية لـ «الأغنية الوطنية»؛ أيضا أغنية عرفت كاغنية افتتاحية (اشيمن بينارا) أو «دع الصباح يشرق»  أو بدلا من ذلك «باغنية من الإخلاص إلى البلد».
تعرف موسوعة الثقافة الكورية «أيجوكا» على أنها «أغنية إيقاظ العقل على حب البلاد». «أيجوكا» في حد ذاتها تختلف عن النشيد الوطني. بينما نشيد وطني أو جوكا (ليت أغنية البلاد) بالرمز الرسمي للدولة، ايجوكا يشير إلى أي أغنية، رسمية أو غير رسمية، التي تحتوي على حماسة وطنية اتجاه بلدها، مثل المجر «سوزات» أو الولايات المتحدة «النجوم والشرائط إلى الابد». ومع ذلك، فإن «ايجوكا» المصنفة على المستوى الوطني تمثل الدور كرمز البلد.  بشكل عام، يشير مصطلح ايجوكا إلى النشيد الوطني لكوريا الشمالية.

## التاريخ
في الأصل، تبنت حكومة كورية المؤقتة (1919-1945) في شنغهاي، الصين كنشيدهم الوطني «ايجوكا» (الذي يحمل نفس الاسم مع الحروف اللاتينية المختلفة) على نغمة «أولد لانج سين». بعد الحرب العالمية الثانية، احتفظت كوريا الجنوبية بالكلمات، ووضعت نغمة جديدة (تغيرت من «أولد لانج سين»)، بينما تبنت كوريا الشمالية هذه القطعة المكتوبة حديثًا في عام 1947.  وتمت كتابة الكلمات من قبل باك سي يونغ والموسيقى من تاليف كيم وون جيون.
في أوائل الثمانينيات، سعى كيم جونغ ايل إلى تقليل أهمية الأغنية لصالح«أغنية الجنرال كيم ايل سونغ».
تتكون النسخة الكاملة من «ايجوكا» من مقطعين. في المناسبات الرسمية، عندما يؤدى المقطع الأول فقط، من المعتاد تكرار الشرائط الأربعة الأخيرة. ومع ذلك، إذا تم تقديم كلا المقطعين، فإن الأشرطة الأربعة الأخيرة من المقطع الثاني هي التي تتكرر بدلاً من ذلك. 
منذ ذلك الحين، احتلت أغنية «الجنرال كيم ايل سونغ» و«أغنية الجنرال كيك جونغ ايل» محل دي فاكتو النشيد الوطني المستخدم محليا، و«ايجوكا» مخصصة لتمثيل كوريا الشمالية دوليًا: عندما يزور كبار الشخصيات الأجنبية البلاد أو الرياضيون الكوريون الشماليون يتنافسون في المسابقات الرياضية الدولية. بالمقارنة مع الدول الأخرى، لا يتم غالبًا عزف النشيد الوطني الكوري الشمالي داخل البلاد (باستثناء تسجيل الإذاعة والتلفزيون) وبالتالي لا يعرف الكثير من الكوريين الشماليين كلمات الأغاني.
«ايجوكا» هي أغنية تكاد ان تكون فريدة من نوعها بين معظم الأغاني الوطنية الكورية الشمالية، حيث إنها لا تشيد بحزب العمال الكوري ولا سلالة كيم، بل تشيد في كامل كوريا.
يتم عزف أغنية «ايجوكا» في بداية كل يوم من أيام بث التلفزيون المركزي الكوري.  

## روابط خارجية
- كلمات باللغة الإنجليزية في Naenara
- كلمات باللغة الكورية في Naenara
- أغنية Aegukka (mp3) في Naenara